# Ziying de Qin
Ziying, rey de Qin (chino: 秦王子嬰; pinyin: Qín-wáng Zǐyīng, fallecido en enero de 206 a.C.) fue el tercer y último gobernante de la dinastía Qin. Gobernó un Imperio Qin fragmentado durante 46 días, desde mediados de octubre hasta principios de diciembre de 207 a.C. Algunas fuentes se refieren a él con el nombre póstumo de emperador Shang de Qin (秦殤帝), aunque Qin abolió la práctica de los nombres póstumos. (En la tradición china, incluso alguien que nunca tuvo un título de gobernante mientras estaba vivo podía recibir el título póstumo de "emperador" después de su muerte).

## Identidad
No existe un consenso firme sobre cuál era la relación de Ziying con la familia real Qin.
Se le menciona en los registros históricos como:
1. Un hijo del hermano mayor de Qin Er Shi (que, según los comentarios[2][3] de Yan Shigu, era Fusu);[4]二世三年，赵高杀二世后，立二世之兄子公子婴为秦王。  En el tercer año de [Qin] Er Shi (207 a.C.), Zhao Gao, después de matar a [Qin] Er Shi, creó al hijo del hermano mayor de [Qin] Er Shi, el príncipe Ying, como rey de Qin.   — Sima Qian, Memorias Históricas, "Registros de Qin Shi Huang"
2. Un hermano mayor de Qin Er Shi;[5]三赵高反，二世自杀，高立二世兄子婴。   En el tercer año [de Qin Er Shi], [Zhao] Gao dio un golpe de estado, [Qin] Er Shi se suicidó y [Zhao] Gao coronó al hermano mayor de [Qin] Er Shi, Ziying. — Sima Qian, Memorias Históricas, "Cronología de los Seis Estados"
3. Un hermano menor de Qin Shi Huang;[6] o叙述赵高杀二世后，引皇帝玺自佩，有篡位的意图，左右百官都不跟从，于是高自知天弗与，群臣弗许，乃召始皇弟，授之玺。子婴即位，患之，乃称疾不听事，与宦者韩谈及其子谋杀高。   Se dice que Zhao Gao, después de matar a [Qin] Er Shi, tomó el Sello [Heredero] del Emperador y tenía la intención de usurpar el trono, pero los cortesanos no se unieron a su causa, y [Zhao] Gao, sabiendo que sus acciones no eran aceptadas por los cielos y no obtuvo ningún apoyo de los cortesanos, convocó al hermano menor de [Qin] Shi Huang para darle el Sello [de Herencia]. Ziying, tras ascender [al trono], no disfrutó de esta situación y conspiró con el eunuco Han Tan [zh] para asesinar a [Zhao] Gao.   — Sima Qian, Memorias Históricas, "Crónica de Li Si"
4. Un hijo de un hermano menor de Qin Shi Huang.[7]乃召始皇弟子婴，授之玺。  …convocó al hijo del hermano menor de [Qin] Shi Huang, Ying, para entregarle el Sello [de Herencia].  — Xu Guang , Comentarios a las Memorias Históricas de Sima Qian, "Crónica de Li Si"

Aunque la Memorias Históricas de Sima Qian no especifican la edad de Ziying, dan a entender que tenía al menos dos hijos, a los que consultaba.

### Sobrino de Qin Er Shi
Según el análisis del historiador profesor Wang Liqun, la edad máxima posible de Ziying cuando Zhao Gao asesinó a Qin Er Shi era de 19 años. Por lo tanto, sus hijos tendrían probablemente entre 1 y 2 años, por lo que no era posible que los consultara.
Para que los hijos de Ziying tuvieran la edad suficiente para ser consultados, una edad tradicional para ellos habría sido alrededor de los 14-16 años. Dado que tenían 14-16 años en el 207 a.C., cuando su supuesto bisabuelo (es decir, tres generaciones aparte de ellos) Qin Shi Huang (nacido en el 259 a.C.), si hubiera estado vivo, que pudiera tener sólo 52 años es muy improbable.
Parece poco probable que Ziying fuera hijo de Fusu o de cualquier otro nieto de Qin Shi Huang.

### Hermano de Qin Er Shi
Que Ziying sea otro hermano mayor de Huhai (Qin Er Shi) es tan improbable como que sea nieto de Qin Shi Huang. Dado que Huhai no tuvo reparos en matar al menos a 20 de sus hermanos después de ascender al trono, es posible que se perdiera a un hermano mayor, pero es bastante increíble.

### Hermano de Qin Shi Huang
Li Kaiyuan en su estudio afirmó que Qin Shi Huang sólo tenía tres hermanos de cualquier tipo: un medio hermano paterno (Chengjiao) y dos medios hermanos maternos (hijos de Lao Ai), por lo que Ziying, de ser efectivamente otro hermano suyo, habría tenido más menciones en la supuesta traición de Chengjiao.

### Sobrino de Qin Shi Huang
Ziying, al ser hijo de Zhao Chengjiao, no suponía ninguna amenaza para el reinado de Huhai y no era ni uno de los descendientes directos de Qin Shi Huang ni ocupaba una posición superior en la sucesión de Huhai. También se dice que Ziying trató de persuadir a Huhai de que no matara a los otros hijos e hijas de Qin Shi Huang, lo que podría haber sido una tarea difícil si él estaba entre ellos.
Esta teoría tenía más posibilidades de ser cierta que las otras tres.

## Vida
Tras la muerte de Qin Er Shi, Zhao Gao eligió a Ziying como sucesor y volvió a cambiar el título de "emperador" por el de "rey", ya que la dinastía Qin era entonces tan débil como el antiguo Estado Qin, que ya no gobernaba toda China, sino que sólo conservaba Guanzhong.
Ziying fue la única persona de la corte imperial de Qin que defendió e intentó persuadir a Qin Er Shi contra las ejecuciones injustas de Meng Tian y Meng Yi. Atrajo a Zhao Gao, el regente que había asesinado a Qin Er Shi, a una trampa y lo mató. Más tarde, Ziying se rindió a Liu Bang, el líder del primer grupo de fuerzas rebeldes que ocupó Xianyang, la capital de Qin. Finalmente fue asesinado, junto con los miembros masculinos de su familia, por otro líder rebelde, Xiang Yu.

## Legado
Ziying aparece a veces como dios de la puerta en los templos chinos y taoístas, normalmente emparejado con su sucesor, el emperador Yi de Chu.